# Camillo Róndani
Camillo Róndani (italià: Camillo Rondani)  (Parma, 21 de novembre de 1808 - Parma, 17 de setembre de 1879) va ser un entomòleg italià destacat pels seus estudis sobre l'ordre Diptera.

## Biografia

### Primers anys
Quan Camillo Róndani va néixer a Parma, la ciutat formava part de l'imperi francès, quan Napoleó es va coronar rei d'Itàlia. La família Róndani eren terratinents adinerats i d'origen "ric i antic" amb connexions eclesiàstiques i per això l'educació primerenca de Camillo va ser a un seminari. Després va passar al sistema d'escoles públiques on, animat per Macedonio Melloni, el seu professor de física i química en el curs preparatori per a la Universitat de Parma, no va assistir a les lliçons de dret que havia insistit la seua família. Va assistir a classes de mineralogia impartides per un sacerdot franciscà, el pare Bagatta i que li va ensenyar història natural, un curs complementari a la botànica per a Medicina i Farmàcia. El lector de botànica de l'Ateneu parmesà va ser el professor Giorgio Jan, ajudant del Museu Imperial de Viena i titular de la càtedra de zoologia de la Universitat de Parma. De Jan Róndani va rebre molts regals per a la seua col·lecció de coleòpters i un herbari. A través de Jan Róndani va obtenir accés a la casa del Conte Stefano Sanvitale, on un club d'entomologia tenia accés a la col·lecció d'insectes de Pietro Rossi.

### Dret, política i comerç
Róndani es va titular com a advocat el 1831. El pla per estudiar zoologia a la Universitat de París, a condició del seu nomenament com a catedràtic de Ciències Naturals a Parma no va arribar a res, ja que a Itàlia va començar una època d'agitació política. La Universitat va instar els seus estudiants a morir per a la unitat d'Itàlia, una demanda ressorgida de Giuseppe Garibaldi. A continuació de la restauració ducal després de tres anys de govern provisional, no només la càtedra de Zoologia era un somni llunyà, sinó que la Facultat de Dret havia estat traslladada a Piacenza per tal de disminuir el nombre d'estudiants políticament actius. Camillo i el seu germà Emilio, que havien estat empresonats pel govern temporal, es van dirigir al comerç colonial. Róndani va estudiar els insectes dels productes exòtics descrivint dos dels escarabats que va trobar: Cis jalapa dels xilis i Brucus dolici del cafè de Santo Domingo.

### Matrimoni i explotació agrícola
El 1833 Róndani es va casar amb el seu primer amor, Petronilla, per a la qual després va dedicar una nova espècie de Ceria ara Sphiximorpha petronillae. La parella regentava una granja familiar a les muntanyes de Guardasone. Es va transformar amb preses i sistemes científics d'ordenació del sòl, i la va utilitzar per estudiar agronomia i, amb Petronilla, poetessa i artista. Va ser en aquest moment quan van començar els seus estudis sobre els dípters, possiblement per la seua importància agrícola. Pocs anys després Petronilla va morir i Róndani es va llançar a l'entomologia, treballant especialment en la biologia dels insectes paràsits (dípters i himenòpters).

### Anys d'estudi entomològic
Tot i que part del seu treball entomològic va ser publicat pel mateix Róndani, el va portar a la preeminència. El 1840, es va convertir en membre de l'Acadèmia de França, va publicar el seu primer treball i va correspondre amb Félix Édouard Guérin-Méneville sobre insectes d'ambre sicilià. Ràpidament, va traure altres publicacions sobre les noves espècies a Itàlia, noves per a la ciència, plans de classificacions, treballs taxonòmics i sobre la seua obra magistral, el Prodomo, un tractat sobre dípters. Molts foren impresos localment (amb molt baixa qualitat) a la impremta de Parma, per a després ser esmentats a les revistes entomològiques Nuovi Annali di Scienze Naturali di Bolonya, Magazin de Zoologie de MJ Guérin Ménéville i a les Annales de la Société Entomologique de France .
A les guerres nacionalistes de 1848, els Róndani es van retirar a Parma. Camillo va ser elegit breument com a representar de Traversetolo. Després de la derrota catastròfica del piemontès a la batalla de Novara, Róndani es va retirar a Guardasone i, durant alguns anys, a mesura que els italians es van implicar cada colp més en l'ambició colonial, van treballar amb dípters exòtics. En aquests anys va començar a col·laborar amb l'entomòleg irlandès Alexander Henry Haliday amb qui havia de cofundat la Societat Entomològica Italiana.

### Darrers anys
El 1855, quan Luisa Maria de Borbó, germana de Maria Cristina de Borbó-Dues Sicílies va reobrir la Universitat de Parma, que pràcticament havia tancat les seues portes el 1849, Róndani es va convertir en professor d'Agronomia. A partir d'aquesta data, va començar a completar el Prodromo, ja que alternava la docència amb la investigació d'entomologia aplicada. També es va tornar a casar aquesta vegada amb la seua cosina Elisa Gelati. Deu anys després Parma va formar part de les Províncies Unides de la Itàlia Central, unint-se a Toscana, Mòdena i Piacenza). Això va provocar canvis a la universitat. La càtedra d'agronomia va ser abolida i Róndani va esdevenir professor emèrit de la Universitat i condecorat amb la creu dels Sants Maurizio i Lazzaro. Es va convertir en professor d'història natural del Liceu i també director de l'Institut Agrari on va impartir classes d'agronomia. Róndani va romandre en els dos llocs durant els deu anys següents, tot i que l'Institut va passar a l'Administració provincial el 1865.
Róndani també es va convertir en un escriptor popular per a diversos diaris i va tenir diverses funcions del govern i de la Camera d'Agricoltura e Commercio (Conselleria d'Agricultura i Comerç) i de la Giunta Superiore di Statistica per la qual va rebre una medalla. Va mantenir el seu interès per la política fins a l'últim moment, sent un membre influent dels Consigli della Provincia e del Comune, donant suport sense entusiasme als ideals liberals i progressistes. Come uomo fu moderatissimo nei desideri, simplice nel modo di vivere, costante negli affetti, irremovibile nei principii. Camillo Róndani va morir el 17 de setembre de 1879. La col·lecció de Róndani es troba al Museu La Specola, Florència, Itàlia .

## Esmentes en honor de Róndani
- Rondania (Robineau-Desvoidy, 1850) - un gènere de taquínids
- Chrysogaster rondanii (Maibach & Goeldlin, 1995) - Sírfids
- Fannia rondanii (Strobl, 1893) - Fànids
- Tabanus rondanii (Beliardi, 1859) - Tabànids de Mèxic
- Philoliche rondani (G.Bertol., 1861) - Tabànids de Sud-àfrica
- Pteromalus rondanii (Dalla Torre, 1898) - Pteromàlids
- Rhopalocerus rondanii (Villa, 1833) - Colídins
- Tetralobus rondanii (G.Bertol., 1849) - Elatèrids

## Obres
- Dipterologiae Italicae prodromus (1856-1877, sis volums)

Vegeu altres treballs: Noms del grup familiar de Sabrosky a Diptera